# Félix Ayala
Félix Ángel Ayala Delgado (Monterrey, Nuevo León, México, 17 de julio de 1981) es un exfutbolista mexicano, jugaba como Mediocampista y su último equipo fue el Cruz Azul Hidalgo.

## Estadísticas

### Clubes
Actualizado al último partido jugado el 14 de abril de 2021.
| Correcaminos UAT · México                                                     | 2.ª                 | 2008-09             | 33  | 1 | - | - | - | - | 33  | 1 | 0,03 |
| Correcaminos UAT · México                                                     | Total               | Total               | 33  | 1 | 0 | 0 | 0 | 0 | 33  | 1 | 0,03 |
| Veracruz · México                                                             | 2.ª                 | 2009-10             | 29  | 1 | - | - | - | - | 29  | 1 | 0,03 |
| Veracruz · México                                                             | Total               | Total               | 29  | 1 | 0 | 0 | 0 | 0 | 29  | 1 | 0,03 |
| C. Tijuana · México                                                           | 2.ª                 | 2010-11             | 40  | 0 | - | - | - | - | 40  | 0 | 0,00 |
| C. Tijuana · México                                                           | 1.ª                 | 2011-12             | 1   | 0 | - | - | - | - | 1   | 0 | 0,00 |
| C. Tijuana · México                                                           | Total               | Total               | 41  | 0 | 0 | 0 | 0 | 0 | 41  | 0 | 0,00 |
| Cruz Azul Hidalgo · México                                                    | 2.ª                 | 2012                | 4   | 1 | - | - | - | - | 4   | 1 | 0,25 |
| Cruz Azul Hidalgo · México                                                    | Total               | Total               | 4   | 1 | 0 | 0 | 0 | 0 | 4   | 1 | 0,25 |
| Total en su carrera                                                           | Total en su carrera | Total en su carrera | 107 | 3 | 0 | 0 | 0 | 0 | 107 | 3 | 0,03 |
| (1) Incluye datos de Copa México. (3) No incluye goles en partidos amistosos. |                     |                     |     |   |   |   |   |   |     |   |      |